# Dyehuty (supervisor de los tesoros)
Dyehuty o Dyehuti fue un alto funcionario egipcio principalmente durante el reinado de la reina Hatshepsut (r. 1473 a. C.-1458 a. C.) y parte de Tutmosis III, en la dinastía XVIII del Imperio Nuevo.
Lo conocido de Dyehuty indica que podía provenir de la zona de Tebas donde se abrió camino como recaudador de impuestos hasta alcanzar los más altos cargos de la corte. Sus títulos dan testimonio de su alta posición, como el de supervisor de los tesoros y el de supervisor de todos los trabajos por lo que era el principal responsable de la tesorería en el palacio real. Sin embargo, también poseía el título de supervisor de los sacerdotes de Hermópolis, por lo que Dyehuty ("El que pertenece a Tot") pudiera ser originario de Hermópolis, cuyo dios principal era Tot (de nombre egipcio Dyehut).
Dyehuty está atestiguado entre los años 9 y 16 de la reina Hatshepsut. En el año 9, según fuentes egipcias, estuvo involucrado en la expedición de la reina a la tierra de Punt. En el año 16 dirige los trabajos de recubrimiento en oro de los obeliscos de la reina, que estaban en la sala hipóstila de su padre. Fue enterrado en la tumba tebana TT11, en la necrópolis de Dra Abu el-Naga. De su tumba se conservan dos estelas, una de ellas con inscripciones de sus actividades constructivas en el templo de Amón en Karnak. También mandó construir la barca sagrada procesional "Userhat-Amón" y supervisó la joyería de la imagen de Amón en Karnak.
Al final de su carrera Dyehuty y su familia cayeron en desgracia después del año 16 del reinado de Hatshepsut. Su nombre se borró consecuentemente de su tumba. Sus padres son la "señora de la casa" Dediu y el zab (respetable) Abty. También fueron borrados los nombres de sus padres y los nombres de otros miembros de la familia.